# Lenguas italo-dálmatas
Las lenguas italo-dálmatas es una de las dos ramas con la que los autores de Ethnologue clasifican las lenguas romances occidentales. El grupo está conformado por las lenguas italorromances junto con el dálmata y el istriano. Estas lenguas no forman una unidad filogenética válida, no existen isoglosas o aspectos gramaticales que unan las lenguas italorromances, dálmata e istriano. El dálmata comparte isoglosas y rasgos gramaticales con las lenguas balcorrumanas por lo que estaría más estrechamente emparentado con estas lenguas y de hecho tradicionalmente se ha clasificado como más cercano al balcorrumano, y el istriano parece tener características más afines a las lenguas galoitálicas, especialmente con el véneto.

## Lenguas
Ethnologue considera que las lenguas italo-dálmatas pueden agruparse en siete lenguas o grupos dialectales amplios:
- Dalmáticorromance:[1]
  - Dálmata o Dalmático (Croacia)
  - Istriano (Croacia)
- Italorromance
  - Judeo-italiano centromeridional (Italia)
  - Italiano (Italia)
  - Romanesco (Italia)
  - Napolitano (Italia)
  - Siciliano (Italia)

## Clasificación
El grupo italo-dálmata se suele clasificar de varias maneras y no existe un consenso global sobre su filiación. Las teorías más aceptadas sobre su clasificación son:
- 1- La que lo clasifica como un grupo de las lenguas romances orientales. Lingüísticamente el dálmata y las lenguas italorromances comparten las isoglosas del sur y este de la Línea Massa-Senigallia.
- 2- Clasificarlos juntos con las lenguas romances occidentales formando un clado ítalo-occidental. Esta opción es seguida por Ethnologue.
- 3- Clasificar a las lenguas italorromances y al dálmata separados dentro de las lenguas romances orientales y al istriano como parte de las lenguas romances occidentales. Por otra parte las lenguas italorromances y el dálmata junto con las lenguas balcorrumanas conservan las oclusivas sordas intervocálicas (p, k, t), el grupo cl- intervocálico, las gemidas y la palatalización de los grupos (ci, ce) hacía (t͡ʃ) y (ti, te) hacía (ts). En su lugar, el istriano sonoriza o pierde (p, k, t) intervocálicas, pierde las gemidas, palataliza el grupo cl- intervocálico y su palatalización de (ci, ce, ti, te) da lugar a una (s, z), cuatro rasgos típicos de las lenguas romances occidentales.
- 4- Dejar al dálmata y al istriano como lenguas inclasificables dentro de las lenguas romances.